# Битола
Би́тола (устар. «Монастырь», макед. Битола) — город в юго-западной части Северной Македонии, на реке Драгор, притоке Црны, на Битольской (Монастырской) равнине. Расположен в 105 километрах к югу от столицы Скопье, близ границы с Грецией. Административный центр одноимённой общины. Религиозный, духовный, культурный и образовательный центр. Население 69 287 человек (2021 г). Третий по населению город в стране после Скопье и Куманово. Важный транспортный узел. Железнодорожная станция «Битола» на линии Битола — Скопье. Через Битолу проходит ветвь D панъевропейского транспортного коридора X.
В городе находится горно-энергетический комбинат «Битола».

## Этимология
Основан Филиппом II Македонским как Гераклия Линкестис (др.-греч. Ηράκλεια Λυγκηστίς), начиная с раннего Средневековья известен под славянским именем Битола (Битоля, Битоль), то есть «обитель» (монастырь), и греческим именем Монастири (греч. Μοναστήρι), значащим то же самое (впоследствии из греческого это название города вошло в турецкий, тур. Manastır, и албанский, алб. Manastiri).

## История
Город упомянут в Болонской глаголической псалтыри: «срѣдѣ града вь Бытоли». 
В 1956 году, когда титовские власти разрушали давно покинутую Чауш-мечеть, построенную в 1522 году, была обнаружена надпись, известная с тех пор как «Битольская надпись», которая является памятником староболгарского языка и истории. Первоначально мраморная плита стояла на стенах крепости возле города, вторично использовалась турками как порог внутренней части мечети. В надписи говорится, что Иван, самодержец болгарский, с помощью и молитвами Пресвятой Богородицы и для покровительства апостолов, начал укреплять город Битола ради спасения болгар 20 октября, а также, что самодержец был родом болгарин, внук Николы и Рипсимии, сын Арона, брата самодержавного царя Самуила, что Арон и Самуил разбили у Штипона греческого царя Василия и что сам Самуил потерпел поражение в Ключе от Василия в 6522 году и умер в том же году. По мнению Йордана Заимова надписи предшествовала строка, датировавшая начало строительных работ в Битоле 1015 годом. Согласно Владимиру Мошину строительство крепости начато в 1016 году. Согласно надписи, при болгарском царе Иване Владиславе после падения Охрида в 1015 году, Битола стал столицей Западно-Болгарского царства. В конце XIV века турки с боем взяли Битолу и частично разрушили старую крепость.
В 1533 году построена мечеть Ени.
В эпоху Османской империи в Битоле (Манастыре) было много консульств европейских стран; она получила прозвище «город консулов». До 1912 года греки составляли значительную часть населения. В 1910—1912 гг. в городе издавалась еженедельная газета «Фос». С Первой балканской войны 1912 года — в составе Сербии (под названием серб. Битољ), с 1945 года — в составе югославской Социалистической Республики Македонии.
25 апреля 1979 года был основан государственный Битольский университет имени святого Климента Охридского.
- Битола на открытке, 1923
- Битола на открытке, 1920
- Битола на открытке, 1930
- Битола на открытке, 1930

## Культура
В начале XX века в Манастыре жили и работали братья Манаки, родом из греческого западно-македонского нома Гревена, пионеры кинематографа на Балканах. С 1905 года они начали снимать короткометражные фильмы, в том числе: визиты в Монастири официальных лиц, среди которых были султан Мехмед V, король Сербии Петр I и наследный принц Александр (1913), король Греции Константин I и кронпринц Павел (1918); местные праздники. В 1921 году братья основали кинотеатр «Манаки», поначалу работавший «под открытым небом», а с 1923 года — в помещении. Кинотеатр просуществовал до 1939 года, после чего, уже принадлежа другому собственнику, сгорел. Имеются планы его восстановления по чертежам. Около художественного центра установлен памятник Мильтону Манаки.

## Достопримечательности
- Битольский безистен ― культурно-исторический объект, расположенный в центре Битольского рынка.
- Церковь Святого Димитрия — православный храм.

## Города-побратимы
- Бурса, Турция
- Эпиналь, Франция
- Земун, Сербия
- Кременчуг, Украина
- Плевен, Болгария
- Пушкин, Россия (2005)
- Риека, Хорватия
- Рокдейл[англ.], Австралия
- Призрен, Сербия
- Кайзерслаутерн, Германия
- Крань, Словения
- Нижний Новгород, Россия (2010)

## Галерея
- Одна из улиц
- XIX век
- Российское консульство
- Стеклянное здание
- Сооружение в стиле хай-тек
- Пелагонка 2
- Жилищный блок „Грозд“
- Башня с часами
- Здание Почетного Консула РФ в г. Битола, Македония, май, 2016 года
- Фонтан перед музеем
- Музей в Битоле, с фонтаном перед ним, и старой застройкой на заднем плане
- Одна из улиц
- Рынок
- Еврейское кладбище
- Церковь 40 мучеников
- Церковь Св. Богородицы